# 1778 Alfvén
1778 Alfvén là một tiểu hành tinh vành đai chính, được phát hiện ngày 16 tháng 9 năm 1960 bởi Cornelis Johannes van Houten, Ingrid van Houten-Groeneveld và Tom Gehrels ở Đài thiên văn Palomar. Nó được đặt theo tên Hannes Olof Gösta Alfvén.